# Спецназ (телесеріал)
«Спецна́з» — російський телесеріал 2002 року. Перший сезон серіалу складається з трьох серій: «Зламана стріла», «Засідка» та «Клинок». У 2003 році вийшов другий його сезон, який складається з 4-х серій.

## «Спецназ»

### «Зламана стріла»
Бандитське угруповання, очолюване чеченським бойовиком Вагіфом, за допомогою підкупного російського військовослужбовця купує партію ПЗРК «Стріла-2М» (хоча реально у фільмі показується ПЗРК «Ігла») для знищення штурмовиків «Су-24». Група спецназу отримує наказ нейтралізувати канал постачання і захопити терористів.

### «Засідка»
Група спецназу отримала наказ знешкодити особливо жорстоке бандитське угруповання, яке очолював колишній лейтенант SAS Шараф Рашді. Вивчивши його стратегію бою по афганській війні, командування приймає рішення влаштувати засідку: підірвати міст і продемонструвати хибну дислокацію загону на місці, де раніше була розбита колона федеральних військ.

### «Клинок»
У Санкт-Петербурзі виявлена велика партія фальшивих доларів. Операція по захопленню продавця фальшивок зазнала провалу. Однак був знайдений слід, який вказував на одне чеченське угруповання. Спецназівці разом з американцем Джимом Воллесом отримують завдання знайти підпільну друкарню, де друкується валюта, і захопити матрицю.

## «Спецназ-2»

### «Злітна смуга»
Група терористів захоплює літак Ту-154 і на ньому вилітає в Афганістан, на нещодавно захоплений аеродром (таліби під проводом Джамала вбили всіх військових, які охороняли цей аеродром), щоб потім нібито «відпустити» заручників, а насправді завантажити в нього загін бійців під командуванням Асланбека, після чого літак «з технічних причин» сяде в Душанбе, де якраз повинна буде проходити зустріч делегації США з представниками Росії і країн Середньої Азії. Однак одним з пасажирів випадково виявився старший
прапорщик спецназу Віктор Хрустальов («Хруст»), а потім інша група, обігнавши захоплений літак на надзвуковому стратегічному бомбардувальнику Ту-160, зачищає аеродром посадки і ліквідує терористів в літаку, потім прикриваючи його від атаки тієї самої роти бойовиків. Самі відлітають на літаку, який раніше належав талібам Джамала.

### «Дихання пророка»
У партії наркотиків, захопленої в Санкт-Петербурзі, знайшли розроблений афганськими терористами вірус «Дихання пророка». Поки він поширюється тільки через кров, але йдуть посилені роботи з розробки штаму, що передається повітряно-крапельним шляхом. Група Климентія Платова («Клима») з вірусологом Фархадовим направляється до Афганістану, щоб захопити документацію по вірусу і зразки вакцини, після чого лабораторію знищить авіація. Ситуацію ускладнить поранення «Хруста», провідник-смертник і зараження вірусом лейтенанта Якова Урманова («Якута»), врятувати якого допоможе знання Фархадовим Корану напам'ять.

### «Послушник»
На російському блокпосту в Чечні, який зазнав нападу бойовиків, група виявляє пораненого священика Василя, яким виявляється капітан у відставці Олександр Орлов («Бекас»), який знайомий з «Хрустом». Кілька років тому бандити захопили школу після невдалого відходу під час пограбування інкасаторів. Орлов взяв участь у звільненні заручників, але один з бандитів встиг застрелити його дочку. Дружина Орлова, не винісши цього, вчинила самогубство. Втративши сім'ю, «Бекас» пішов у ченці. Через деякий час, його, тоді ще послушника, відправили на відновлення православного храму в «гарячій точці» — в Косово. До храму прибув загін албанських бойовиків «Армії визволення Косово», які вбили священиків і патруль французьких миротворців. Командир загону бойовиків вирішив вбити послушника разом з сербами біля храму, проте послушник разом з командиром французького патруля, що прикинувся вбитим, знищили бойовиків.

### «Замах»
Групі Платова доручено забезпечити прибуття до столиці Таджикистану, Душанбе, афганського генерала Барзані (алюзія на Бурхануддіна Раббані) для проведення переговорів. Але терористи проти переговорів, і за Барзані полює снайперська група, екіпірована американськими далекобійними снайперськими гвинтівками Barrett M82 (імітуються російськими ОСВ-96). Операція з порятунку Барзані проходить успішно — всіх терористів знищують, а Платов особисто ліквідує полковника таджицької армії, який інформував терористів.

## У ролях

### У головних ролях
| Актор             | Персонаж |
| ----------------- | --- |
| Олександр Балуєв  | майор Климентій Іванович Платов, «Клим», командир групи спеціального призначення військової розвідки (ГУ ГШ ЗС РФ), зброя — АКС-74 з ГП-30 та пістолет АПБ     |
| Олексій Кравченко | капітан Володимир Вяземський, «Док», заступник командира групи, снайпер, зброя — АКС-74 з ГП-30, АС «ВАЛ», ВСС «Вінторєз»                                      |
| Владислав Галкін  | старший лейтенант Яків Урманов, «Якут», снайпер, сапер-підривник, спеціаліст з технічного забезпечення групи, зброя - АКС-74, АС «ВАЛ», ВСС «Вінторєз», ВСК-94 |
| Ігор Ліфанов      | старший прапорщик Віктор Хрустальов, «Хруст», зброя - АКС-74 з ГП-30, ПМ                                                                                       |
| Олександр Носик   | старший прапорщик Кобрін, «Змій», зброя — АКС-74 з ГП-30 (1—3, 5, 6 серії)                                                                                     |
| Андрій Зібров     | прапорщик Олексій Шахмаметьєв, «Шах», снайпер, зброя СВД, АКС-74, ВСК-94 (1—3 серії)                                                                           |
| Анатолій Петров   | майор Лілін, офіцер управління військової контррозвідки ФСБ Росії (1—3, 7 серії)                                                                               |

### У інших ролях
| Актор                 | Персонаж |
| --------------------- | --- |
| Андрій Толубєєв       | генерал-майор Сергій Михайлович Свірін, «Дід», начальник Розвідувального управління ЛенВО (3-5,7 серії)                                                                |
| Евклід Кюрдзідіс      | голова бандитського угруповання Вагіф (1 серія) |
| Микола Годовиков      | прапорщик Агапцев (убитий Вагіфом, 1 серія) |
| Володимир Кнат        | полковник Круглов (1 серія) |
| Дмитро Мєдвєдєв       | прапорщик Фунтасов (1 серія) |
| Ігор Лопата           | Лопата (убитий Вагіфом, 1 серія) |
| Володимир Маслаков    | перший льотчик (1 серія) |
| Дмитро Гранкін        | другий льотчик (1 серія) |
| Олександр Дедюшко     | Арсанов (1 серія, озвучував — Борис Хвошнянський) |
| Рустам Єгікян         | Біноєв (1 серія) |
| Максим Бритвенков     | водій вантажівки (убитий Агапцевим, 1 серія) |
| Ярослав Яковлєв       | інспектор ВАІ (1 серія) |
| Нодар Мгалоблішвілі   | Бородатий (алюзія на Бен Ладена, 2—5 серії, озвучував — Іван Краско)                                                                                                   |
| Гоша Куценко          | Шараф Рашді, учасник війни в Афганістані, колишній офіцер британської авіадесантної служби (SAS), який став посібником міжнародного тероризму (заарештований, 2 серія) |
| Володимир Турчинський | підполковник Володимир Озорних, командир підрозділу Внутрішніх військ (2, 4 серії; у 2 серії озвучував Олександр Строєв)                                               |
| Петро Юрченков        | генерал-майор Комлєв (2—3 серії, озвучував — Євген Ганєлін) |
| Олег Андрєєв          | майор Зубов (2 серія) |
| Руслан Гіоєв          | Лачин (2 серія) |
| Сергій Беленчук       | Хохол (2 серія) |
| Олександр Роніс       | Прибалт (2 серія) |
| Ібрагім Ісмаїлов      | Афганець (2 серія) |
| Михайло Трясоруков    | капітан Жуков (2—3 і 7 серії) |
| Михайло Пореченков    | Джим Воллес, агент управління контртерористичної та фінансової розвідки Міністерства фінансів США (3 серія)                                                            |
| Константин Бутаєв     | Бєсуєв (3 серія) |
| Олексій Клімушкін     | пасажир літака (4 серія, роль озвучена іншим актором) |
| Сайдо Курбанов        | професор Нурі Фархадов, вірусолог (5 серія) |
| Людмила Курєпова      | тележурналістка (4, 6 серія) |
| Рустам Сагдуллаєв     | полковник таджицької армії Булат Акабіров (6 серія) |
| Ілля Шакунов          | колишній капітан російської армії Олександр Орлов/послушник отець Василь (7 серія)                                                                                     |
| Євген Сидихін         | командир спецназу майор Безруков (7 серія) |
| Юлія Ауг              | дружина Безрукова (7 серія) |
| Євген Дятлов          | боєць спецназу (7 серія, роль озвучена іншим актором) |
| Ольга Шувалова        | дівчина на мотоциклі |

## Знімальна група
Режисери: Андрій Малюков, В'ячеслав Нікіфоров
Сценаристи: Микола Суслов, Олексій Поярков, Володимир Брагін, Олена Райська
Оператор: Володимир Споришков
Композитори: Марк Мінков, Ігор Матвієнко
Художники: Володимир Душин, Ігор Тимошенко
Продюсери: Костянтин Ернст, Анатолій Максимов, Микола Суслов

## Історія створення
Зйомки серіалу розпочалися у 2001 році. Спочатку на головні ролі були затверджені Ігор Ліфанов, Євген Сидихін та Євген Дятлов. З їх участю, режисер В'ячеслав Нікіфоров відзняв чотири серії, які не сподобалися керівництву каналу ОРТ і вони були відкладені в довгий ящик.
Євген Дятлов згадував:

| «Пам'ятаю, як „Спецназ“ починали знімати. Адже це найцікавіша, але найскладніша тема! Коли мене запросили на роль, я підняв весь свій обсяг військових знань, всієї специфіки (сам я служив у топогеодезичних військах, ми програмували крилаті ракети), купував журнали, книги; нам привели консультантів-спецназівців, у яких ми буквально вчепилися, „висмоктуючи“ з них інформацію. Але що разюче, самого режисера суть професії анітрохи не цікавила. У результаті чотири відзняті серії полетіли в кошик, а виробництво фільму віддали москвичам» Оригінальний текст (рос.) «Помню, как „Спецназ“ начинали снимать. Это ведь интереснейшая, но сложнейшая тема! Когда меня пригласили на роль, я поднял весь свой объём военных знаний, всей специфики (сам я служил в топогеодезических войсках, мы программировали крылатые ракеты), покупал журналы, книги; нам привели консультантов-спецназовцев, в которых мы буквально вцепились, „высасывая“ из них информацию. Но что поразительно, самого режиссёра суть профессии нисколько не интересовала. В итоге четыре отснятые серии полетели в корзину, а производство фильма отдали москвичам»[3] |
Восени 2001 року до зйомок серіалу був залучений режисер Андрій Малюков, який запросив інших акторів, а зі старої команди залишив лише Ліфанова. Відзняті серії були показані на ОРТ навесні 2002 року, а матеріали серії «Послушник», знятої Нікіфоровим, увійшли в одну із серій «Спецназу-2». Усього планувалося зняти 24 серії, але після теракту в Беслані керівництво Першого каналу зупинило виробництво серіалу.

## Заборона в Україні
У жовтні 2014 року Держкіно заборонило до демонстрації та прокату деякі російські фільми на території України, зокрема «Спецназ». За словами тодішнього голови агентства, Пилипа Іллєнка, це рішення було ухвалено через події в Україні, із-за яких «некоректно показувати на українських телеканалах російські фільми з явною пропагандою, наприклад, звеличенням російських правоохоронних органів і самої Росії».